# تاکتیک‌های چرخ‌دنده‌ها
تاکتیک‌های چرخ‌دنده‌ها (انگلیسی: Gears Tactics) یک بازی ویدئویی تاکتیکی مبتنی بر نوبتی است که توسط اسپلش دمج توسعه یافته و توسط اکس‌باکس گیم استودیوز منتشر شده‌است. بازی در ۲۸ آوریل ۲۰۲۰ برای مایکروسافت ویندوز منتشر شد. همچنین نسخه‌های در دست ساخت ایکس‌باکس وان و ایکس‌باکس سری ایکس و سری اس در ۱۰ نوامبر ۲۰۲۰ منتشر خواهند شد.